# イヴァン・ジェルジンスキー
イヴァン･イヴァノヴィチ・ジェルジンスキー（露: Ива́н Ива́нович Дзержи́нский、 ラテン文字表記の例:Ivan Ivanovich Dzerzhinsky、1909年4月9日（ユリウス暦3月23日） タンボフ - 1978年1月18日 レニングラード）はソビエト連邦の作曲家。ロシア共和国人民芸術家（1977年授与）、スターリン賞受賞者。主にオペラ作品で知られている。

## 生涯
タンボフに生まれる。1925年からモスクワの第1音楽学校でボレスラフ・ヤヴォルスキーにピアノを学ぶ。1929年、グネーシン音楽学校に移りミハイル・グネーシンに作曲を学ぶ。更にレニングラードに移り、1930年から1932年にかけてレニングラード中央音楽学校で、1932年から1934年にかけてレニングラード音楽院でガヴリイル・ポポーフ、ピョートル・リャザーノフ、ボリス・アサフィエフ等に学んでいる。音楽院においてジェルジンスキーは、『ドニエプルの詩』『春の組曲』といったピアノ曲、歌曲集『セーヴェルの歌』、ピアノ協奏曲第1番などを作曲している。これらの曲はグリーグ、ラフマニノフ及び初期のラヴェルの作品の影響を受けている。また1934年に書かれたピアノ協奏曲第2番はショスタコーヴィチの影響が強く表れている。
1932年、ジェルジンスキーは彼にとって最初のオペラ作品である『静かなドン』（ショーロホフの同名小説が原作）の作曲を開始する。作曲はショスタコーヴィチの助言を受けながら進められ1935年に完成した。オペラはサムイル・サモスードの指揮により、レニングラード･マールイ劇場で1935年10月22日に初演されたが、その数ヶ月後、1936年1月17日に観劇したスターリンにより賞賛され、社会主義リアリズム路線に沿ったソ連オペラの模範として公式に認められた。
その後、1937年に同じくショーロホフ原作によるオペラ『開かれた処女地』、1939年にオペラ『ヴォロチャエフの日々』を発表。続いてアレクサンドル・オストロフスキーの『嵐』に基づくオペラの作曲に取り掛かったが、大祖国戦争勃発により作業は中断されている。
1943年にはレニングラード守備隊に捧げられた新作オペラ『ナジェジダ・スヴェトロヴァ』の上演がレニングラード･マールイ劇場（チカロフにて）、続いてモスクワ・スタニスラフスキー＝ネミローヴィチ－ダンチェンコ音楽劇場で行われた。オペラ以外の戦時中の作品には、室内楽作品 - 歌曲集『初恋』（1943年、ファチャーノフ詞）、歌曲集『鳥は飛び去る』（1945年、リフシッツ詞）、スリコフ、レヴィタン、クラムスコイ、シーシキン、セローフといったロシアの画家たちの作品に触発されたピアノ組曲『ロシアの画家』等がある。
戦後もオペラ・声楽曲を中心に精力的に作品を発表し続けた。ショーロホフ原作のオペラ作品は戦後も書き続けられ、『人間の運命』（1961年）、『グリゴリー・メレホフ』（1967年、『静かなドン』の第2部）がある。
1950年に歌曲集『新しい村』によりスターリン賞第3席を授与された他、1957年にロシア連邦共和国功労芸術労働者、1977年にロシア共和国人民芸術家の称号を授与されている。
1978年にレニングラードで死去。
ジェルジンスキーの作品を今日聴く機会は少ないが、オペラからの抜粋（特に合唱曲）は時折取り上げられることがある。